# 燧石

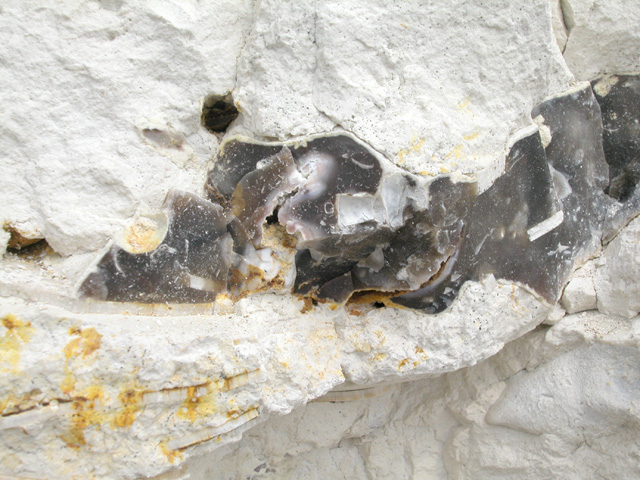
石灰岩の地層の中で形成されたフリント

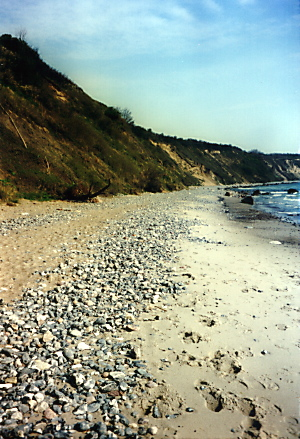
燧石が産出される海岸

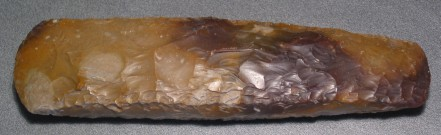
新石器時代のフリント製石斧

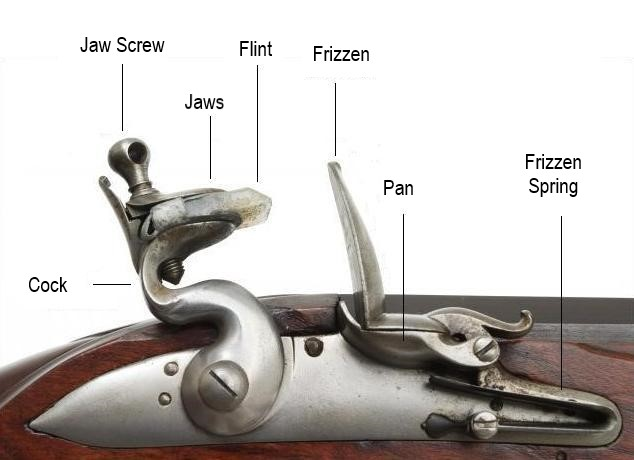
フリントロックの構成部品

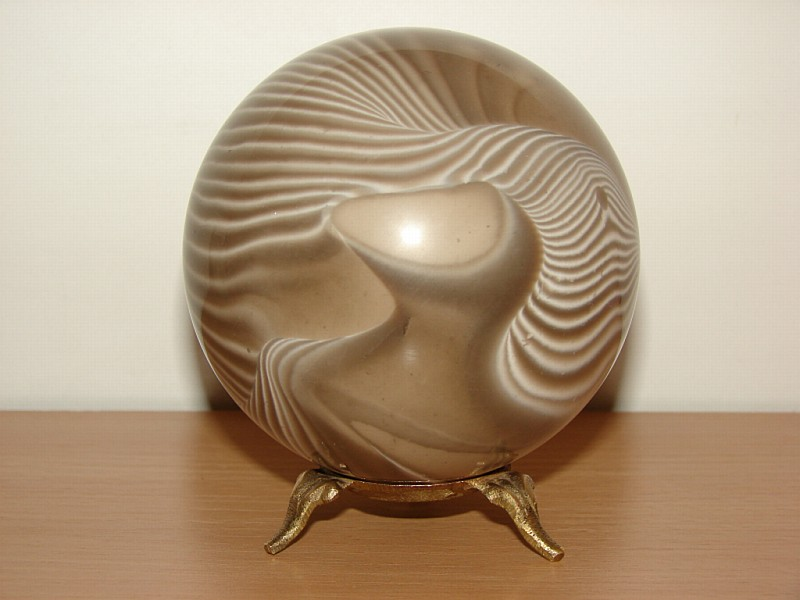
ストライプフリントの玉

燧石（ひうちいし、すいせき、flint、フリント）または火打石は、非常に硬質な玉髄質の石英からできている岩石の一種。
チャートの一種であり硬い上に加工しやすいので、石器時代には世界遺産のスピエンヌの燧石鉱山に見られるように石器の材料として使用され、鉄器時代以降は火打石として利用されていた。モース硬度は6 - 7である。
日本の地質学界ではフリントという語を使用することはまれで、成因的には続成作用の過程で生成された二次的濃集沈殿岩なので珪質ノジュール（団塊）と呼ばれることが多い。

## 成分
燧石の化学成分は、そのほとんどがケイ酸で、その他石灰などの無機物や炭素などを含む、それらの不純物によって黒色となることから焼却し除去すると白色となる。一部不溶性ケイ素の結晶で他は不定形状を示す。
約1000℃以上で焼却した場合、高温結晶形のクリストバライトとなる。

## 用途
石器
石器時代では、フリントから打製石器や磨製石器等が作られた。
火打石
フリントを鉄や黄鉄鉱に強く打ちつけることで削られた金属粉末が酸素と反応し火花を放つことから発火具として利用された。
火器
フリントロック銃（燧石銃、燧発銃）の点火装置に使用される。フリントをフリズンと呼ばれる火蓋と当たり金を兼ねたL字型の金具に強くこすり付けながら蓋を上へ押し上げることで火花を中に誘導させ火薬を激発させる構造となっている。

砕石
陶芸の分野で釉薬などを粉砕するボールミルとして利用される。
陶芸
フリントから作られたクリストバライトを細かく砕いた物は、粘土系セラミックの原料とされた。しかし、現在では、フリントではなく石英を使うのが一般的となっている。
ガラス
鉛を含んだ屈折率の高いガラスは、クリスタル・ガラスを発明したイギリス人ガラス貿易商ジョージ・レイブンスクロフトが原料にフリントを使用したことからフリントガラスと呼ばれる。屈折率の高さから見栄えのする食器やプリズムなどの光学ガラスとして使用される。
宝飾
古代エジプトの遺跡ではフリント製のブレスレット（古代エジプトのフリントジュエリー）が多数見つかっている。現在でも、縞柄のフリント（ストライプフリント）は宝飾品として利用されている。
建材
イギリス南部では、古くはローマ時代後期から現在まで、フリントをモルタルに混ぜて使用している。入手と加工が容易だったため、近隣の資源が枯渇する13世紀初頭までレンガの普及が遅れた。15世紀から16世紀には、フリントを使った壁面を平坦に揃えたflushworkと呼ばれるゴシック建築の装飾的な建築技法が流行し、19世紀にもゴシック・リヴァイヴァル建築で使用された。

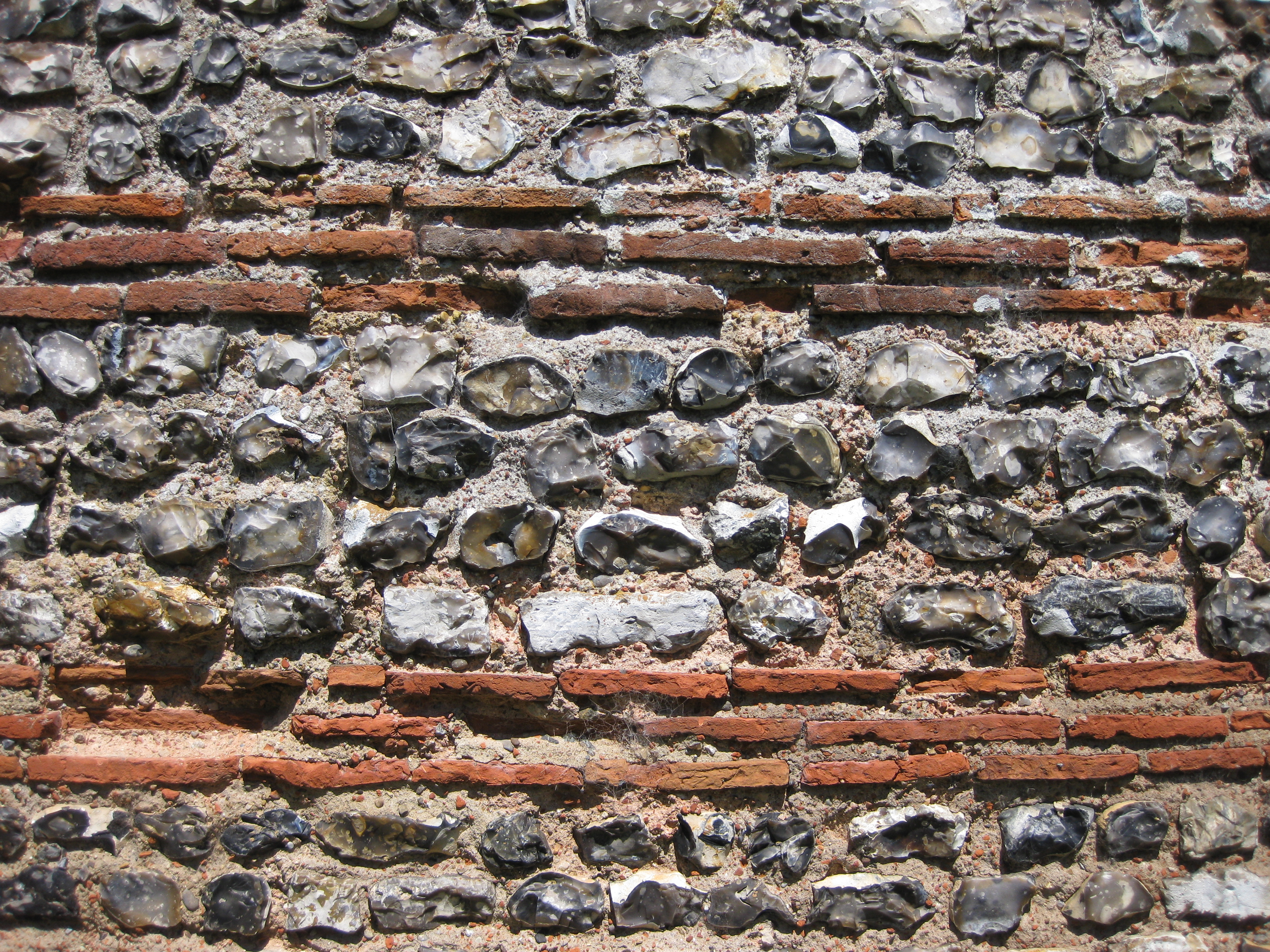
イギリス、ノーフォークにあるローマの海岸要塞ローマレンガとフリントの組み合わせ
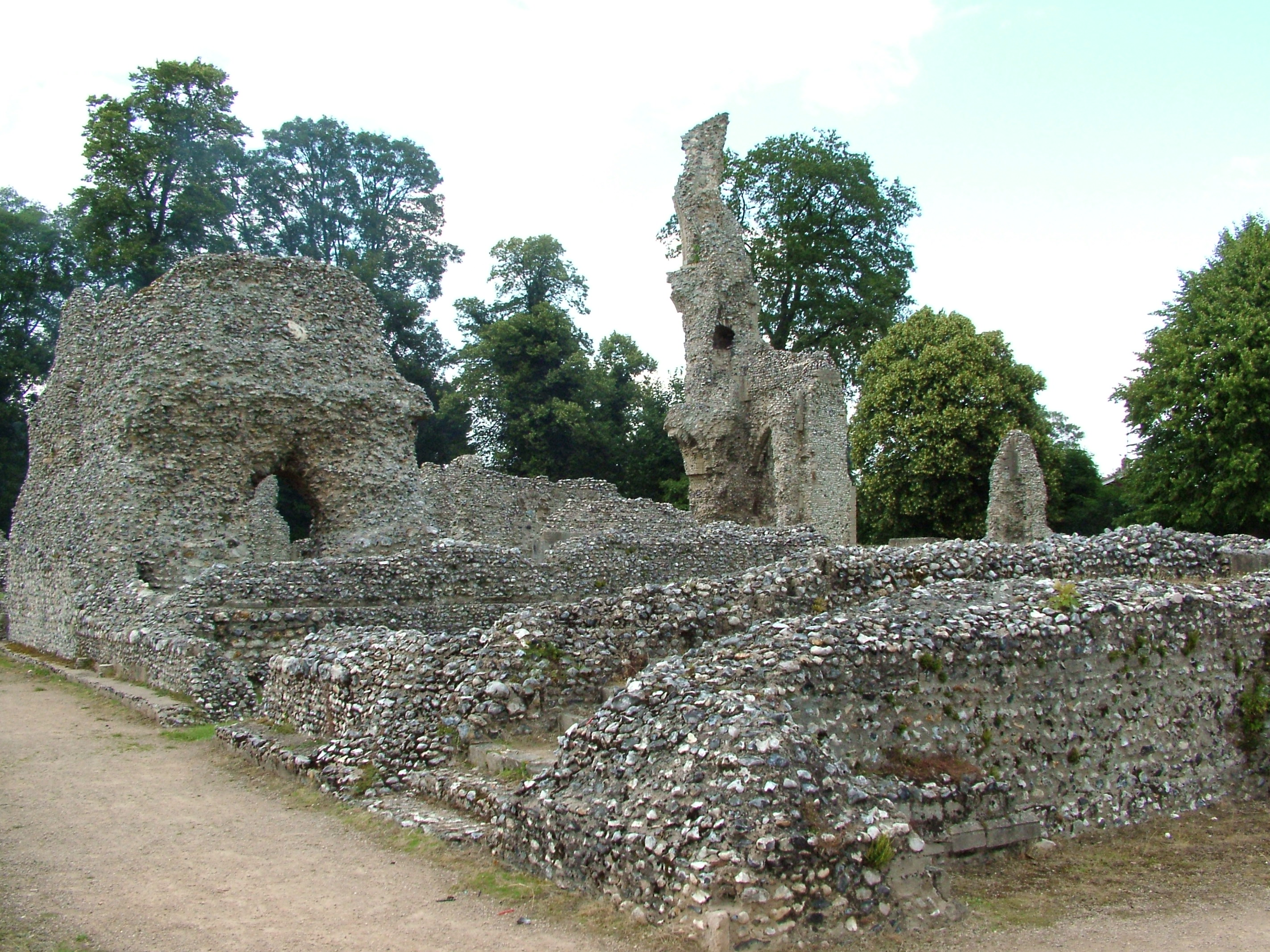
イギリス、ノーフォークのテトフォードにある修道院遺跡
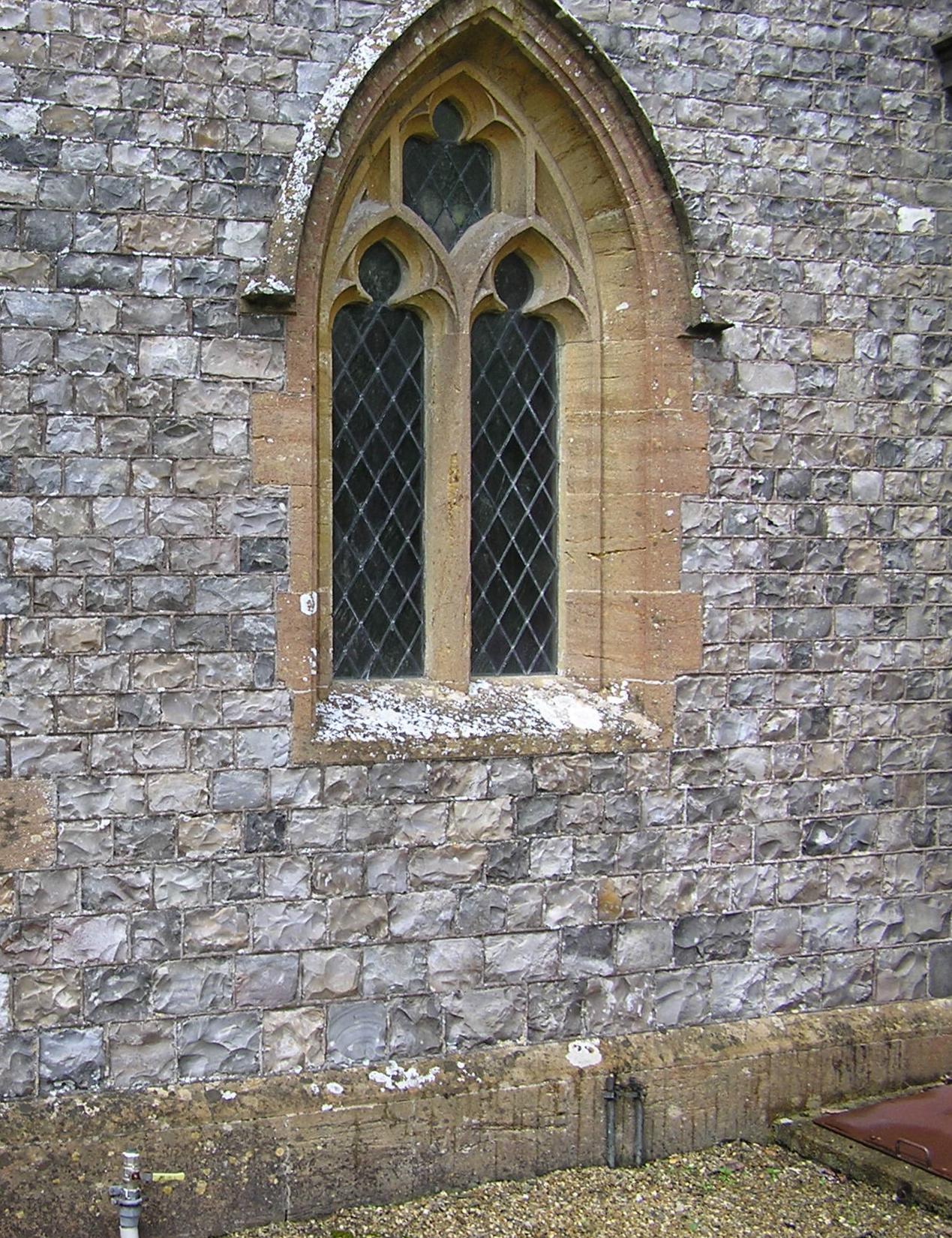
イギリス、サマセットの教会の壁
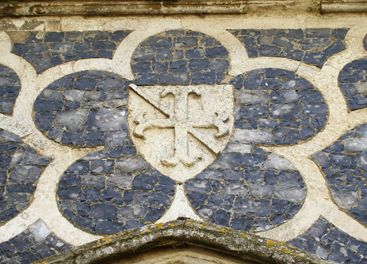
イギリス、サフォークのflushwork様式で建てられたブトリー修道院の壁
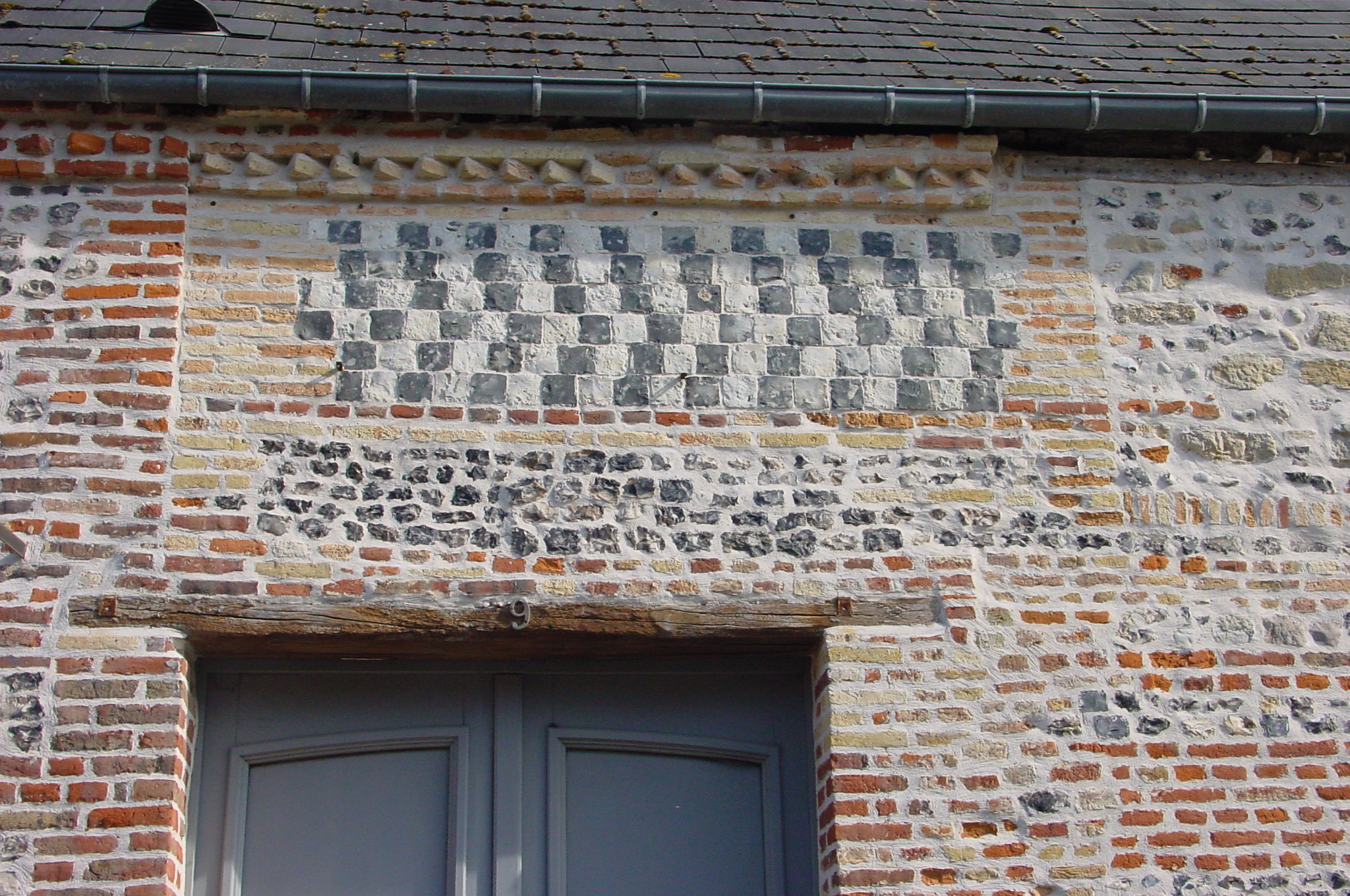
フランス、サン＝ヴァレリー＝シュル＝ソンムのフリントとレンガの組み合わせ建築

## 採石場
石器時代には多くの燧石採石場から、燧石が採掘加工された。著名な場所を以下に記す。
- スピエンヌの燧石鉱山 - ベルギーにある新石器時代の遺跡。世界遺産
- クシェミオンキの先史時代の縞状燧石採掘地域  - ヨーロッパで最大の先史時代の燧石鉱山郡の1つ。ポーランドの世界遺産[20]。新石器時代から青銅器時代にかけて採石された。
- グリムズ・グレイヴス - イギリスにある先史時代の遺跡。石灰岩地層から良質の燧石を採掘していた跡
- バット、アル＝フトゥム、アル＝アインの考古遺跡群 - オマーンにある世界遺産、ふたつの燧石採石場と繋がっている。
- Flint Ridge State Memorial（英語版） - アメリカ合衆国オハイオ州東部のアメリカ先住民の採石場。西はロッキー山脈、南はメキシコ湾周辺にまで流通していた[21]。